# The Stig

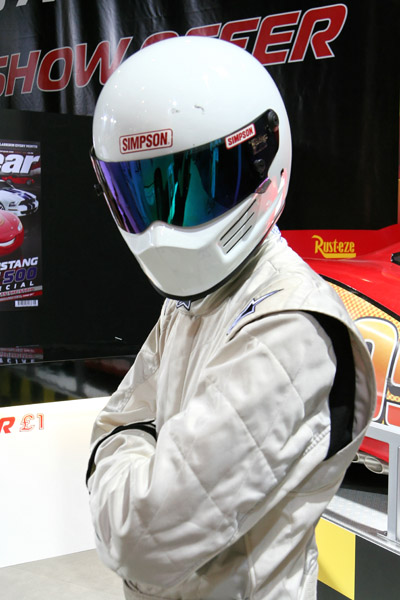
The Stig a Londra nel 2006

The Stig è il soprannome attribuito al pilota automobilistico che appare frequentemente nel programma televisivo Top Gear sull'emittente BBC; il suo personaggio, coperto da un casco e da una tuta ignifuga, viene descritto come un misterioso pilota professionista che non parla mai.
The Stig viene elencato come uno dei presentatori di Top Gear insieme a James May, Jeremy Clarkson e Richard Hammond. Il suo ruolo nel programma è quello di testare le automobili e stabilire i tempi che vengono poi inseriti in una speciale classifica (Power Laps); egli inoltre "addestra" i personaggi famosi che vengono invitati nello show per partecipare alla rubrica Star in a Reasonably-Priced Car, che consiste nel fargli guidare una vettura poco costosa sulla pista di Dunsfold Park.
The Stig è stato interpretato da diversi piloti nel corso degli anni, sebbene l'identità della maggior parte di essi non sia mai stata rivelata ufficialmente.

## Identità
La vera identità di The Stig non è mai stata rivelata ufficialmente durante le puntate di Top Gear; per preservarne il segreto, egli ha sempre indossato un casco e una tuta ignifuga, di colore nero nelle prime due stagioni e di colore bianco a partire dalla terza.
Nel gennaio del 2003 il quotidiano Sunday Mirror, nella pausa tra la prima e la seconda stagione di Top Gear, ha rivelato, citando fonti interne al programma, che The Stig era in realtà il pilota inglese Perry McCarthy; pochi mesi più tardi McCarthy ha pubblicato la sua autobiografia, ammettendo di aver interpretato il ruolo di The Stig nelle prime due stagioni. A causa di queste affermazioni, nel primo episodio della terza stagione The Stig è stato fatto morire precipitando in mare aperto mentre tentava di raggiungere le cento miglia orarie su una portaerei (fiction). Nel 2009 McCarthy ha rivelato al Sunday Times che The Stig era interpretato da diversi piloti, tra i quali il connazionale Julian Bailey, che ha confermato in un'intervista dello stesso anno di «essere stato uno degli Stig».
Nel giugno del 2005 Damon Hill è stato intervistato da Jeremy Clarkson, il quale gli ha chiesto se fosse lui The Stig, ma Hill è stato evasivo e non si è giunti ad una conclusione. Nel gennaio del 2006 alcuni tabloid svedesi hanno affermato che sotto la tuta di The Stig ci fosse Dan Lang, mentre in estate il Sunday Times ha rivelato di aver visto The Stig con la visiera alzata durante una chiacchierata con Clarkson, descrivendolo come bianco con i capelli castani e gli occhi azzurri e probabilmente con un'età inferiore ai quarant'anni. Nel gennaio del 2008 l'identità di The Stig è stata associata a quella di Ben Collins, ma egli ha inizialmente negato; nel settembre del 2010, dopo una battaglia legale con l'emittente BBC, la Royal Courts of Justice ha permesso a Collins di pubblicare la sua autobiografia, in cui ha ammesso di aver interpretato per molti anni il personaggio di The Stig.
Prima dell'inizio della tredicesima stagione Jeremy Clarkson ha annunciato che The Stig avrebbe rivelato la propria identità poiché stanco di leggere sui giornali falsità sul proprio conto: durante la prima puntata si è quindi presentato in studio e si è tolto il casco, sotto il quale era presente il leggendario Michael Schumacher; in quella puntata Schumacher ha guidato una Ferrari FXX nera, esemplare unico al mondo di proprietà del pilota tedesco (il contratto della Ferrari FXX, infatti, prevede che l'acquirente debba essere esclusivamente l'unico guidatore del mezzo). 
Nel 2024, Jeremy Clarkson ha confermato che i primi due Stig sono stati interpretati rispettivamente da McCarthy e Collins, e ha rivelato inoltre la vera identità del terzo Stig, rimasta sconosciuta fino a quel momento, ovvero quella di Phil Keen, pilota automobilistico britannico. Keen ha interpretato il personaggio di The Stig dal 2010 ed ha continuato ad interpretarlo anche dopo il licenziamento del trio di Clarkson, Hammond e May, fino alla cancellazione del programma nel 2022.

## Parenti
Una gag poco frequente di Top Gear consiste nel presentare uno dei parenti di The Stig, che veste come lui ma viene identificato da singolari e stereotipate caratteristiche; ad oggi si conoscono:
- il cugino americano di The Stig: presente nel terzo episodio della nona stagione, registrato negli Stati Uniti; egli ha utilizzato lo stesso casco e tuta ignifuga di The Stig, ma era molto più grasso.
- il cugino africano di The Stig: presente nel quarto episodio della decima stagione, registrato in Botswana; egli ha utilizzato lo stesso casco di The Stig, ma era privo della tuta ignifuga.
- il cugino comunista di The Stig: presente nel sesto episodio della dodicesima stagione, registrato in Vietnam; egli ha utilizzato un casco e una tuta ignifuga di colore rosso.
- il cugino camionista di The Stig: presente nel primo episodio della dodicesima stagione; indossa la tuta ignifuga di The Stig, con un braccio "abbronzato" a causa della sua occupazione. Soprannominato "Rig Stig"
- il cugino vegetariano di The Stig: presente nel secondo episodio della quattordicesima stagione, indossa una tuta ignifuga verde, con sandali Birkenstock ai piedi. Soprannominato Janet Stig-Porter, guida la Hammerhead Eagle I-Thrust, automobile ibrida-diesel progettata dal trio; Nel corso dell'episodio, i vapori emessi dall'auto intossicheranno The Stig
- il cugino tedesco di The Stig presente nel secondo episodio della quindicesima stagione, registrato in Germania; egli ha lo stesso casco e tuta ignifuga di The Stig,ma indossa un taglio di capelli in stile mullet, con i capelli che fuoriescono dal retro del casco. Jeremy Clarkson lo chiamerà sempre "Herr Stig"
- il cugino italiano di The Stig: presente nel primo episodio della diciottesima stagione, registrato in Italia; egli ha utilizzato lo stesso casco di The Stig, ma aveva un abito sartoriale al posto della tuta ignifuga e un seguito di ragazze. Viene soprannominato "Bunga Bunga Stig"
- il cugino cinese di The Stig: presente nel secondo episodio della diciottesima stagione, registrato in Cina; egli ha utilizzato lo stesso casco e tuta ignifuga di The Stig, ma era un appassionato di arti marziali e picchiava tutta la troupe.
- il cugino teenager di The Stig: presente nel primo episodio della ventunesima stagione, registrato in Gran Bretagna; egli ha utilizzato lo stesso casco e tuta ignifuga di The Stig, ma la tuta aveva un'apertura sul dietro per far fuoriuscire l'elastico delle mutande e controllava sempre il cellulare.
- il cugino australiano di The Stig: presente nel secondo episodio della ventiduesima stagione, registrato in Australia; indossa lo stesso casco e tuta ignifuga di The Stig, impolverati, ma ha le infradito ai piedi. Viene inviato in Regno Unito capovolto in una cassa
- il cugino "da tempo libero" di The Stig: presente nell'ottavo episodio della ventiduesima stagione, indossa la stessa divisa di The Stig, ma ha uno stile di guida eccessivamente rilassato, tanto da innervosire James May
- il cugino emiratino di The Stig: presente nel quarto episodio della ventiquattresima stagione, indossa la stessa divisa di The Stig, ma porta la kefiah ed un orologio da polso in diamanti
- StigFoot: presente nel secondo episodio della venticinquesima stagione, ispirato chiaramente al Bigfoot indossa la divisa di the Stig, dalla quale fuoriesce una folta peluria scura. Viene immortalato nella posizione del famoso filmato Patterson-Gimlin
- il cugino giapponese di The Stig: presente nel terzo episodio della venticinquesima stagione, indossa casco e divisa da ninja neri, porta con sé una katana
- il cugino businessman di the Stig: presente nel secondo episodio della ventiseiesima stagione, indossa la divisa di The Stig, con una cravatta rossa e delle bretelle
- il papà di stig: presente nel primo episodio della trentesima stagione, indossa un maglione smanicato sopra alla tuta, con casco bianco e pantaloni a zampa di elefante
- il cugino Yorkshire di The Stig, presente nel DVD Top Gear: The Worst Car in the History of the World: Indossa la stessa uniforme di The Stig, ma indossa una coppola sul casco, e porta al guinzaglio due whippet